# Lekkoatletyka na Letnich Igrzyskach Olimpijskich 1896 – skok o tyczce
Skok o tyczce był jedną z czterech konkurencji "skokowych" podczas Igrzysk w Atenach. Wystartowało pięciu zawodników z 2 państw. Amerykanie zajęli pierwsze 2 miejsca, natomiast dwóch Greków zdobyło brązowy medal.

## Medaliści
Zestawienie zostało opracowane na podstawie źródła:
| Medal  | Zawodnik                                                  |
| ------ | --------------------------------------------------------- |
| Złoto  | Welles Hoyt Stany Zjednoczone                             |
| Srebro | Albert Tyler Stany Zjednoczone                            |
| Brąz   | Evangelos Damaskos Grecja i Ioannis Theodoropoulos Grecja |

## Wyniki
Zestawienie zostało opracowane na podstawie źródła:
| lp. | Zawodnik               | Kraj              | 2.40 | 2.50 | 2.60 | 2.70 | 2.80 | 2.90 | 3.00 | 3.10 | 3.20 | 3.30 | 3.40 |
| --- | ---------------------- | ----------------- | ---- | ---- | ---- | ---- | ---- | ---- | ---- | ---- | ---- | ---- | ---- |
| 1.  | Welles Hoyt            | Stany Zjednoczone | -    | -    | -    | -    | +    | +    | +    | +    | +    | +    | x    |
| 2.  | Albert Tyler           | Stany Zjednoczone | -    | -    | -    | -    | +    | +    | +    | +    | +    | x    |      |
| 3.  | Evangelos Damaskos     | Królestwo Grecji  | +    | +    | +    | x    |      |      |      |      |      |      |      |
| 3.  | Ioannis Theodoropoulos | Królestwo Grecji  | +    | +    | +    | x    |      |      |      |      |      |      |      |
| 5.  | Vasilios Xydas         | Królestwo Grecji  | +    | x    |      |      |      |      |      |      |      |      |      |